# Agapophytus zebra
Agapophytus zebra är en tvåvingeart som beskrevs av Shaun L. Winterton och Irwin 2001. Agapophytus zebra ingår i släktet Agapophytus och familjen stilettflugor. Inga underarter finns listade i Catalogue of Life.